# Lệ thư

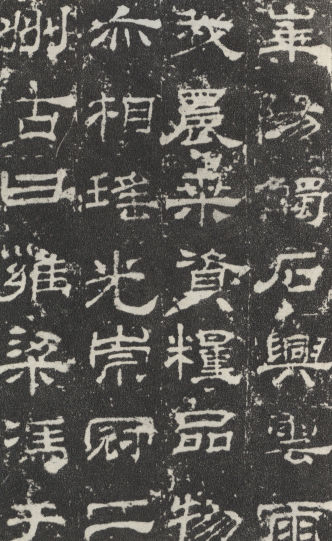
Hán Lệ trên bia miếu Hoa Sơn thời nhà Hán

Lệ thư (tiếng Trung: giản thể: 隶书; phồn thể: 隸書, bính âm: lì shū, tiếng Triều Tiên: 예서 ye seo, tiếng Nhật: れいしょたい Reisho tai), hay chữ lệ, chữ nệ, là một kiểu chữ thư pháp Trung Quốc. Đây là loại chữ giản lược từ triện thư, gần với chữ viết Trung Quốc hiện đại. Lệ thư xuất hiện từ thời Chiến quốc nhưng do lựa chọn của Tần Thủy Hoàng, triện thư đã được sử dụng chính thức trong thời gian dài trước khi bị lệ thư thay thế vì tính đơn giản hữu ích của nó. Lệ thư phát khởi từ phong trào cách tân chữ Hán của các tù nhân hay nô lệ dưới thời Chiến quốc (cũng vì thế mới có cái tên gọi này). Lệ thư có ảnh hưởng rất lớn đến hệ thống ký tự sau này của Trung Quốc, là bước ngoặt quan trọng trong lịch sử phát triển chữ Hán, đánh dấu giai đoạn chữ viết dần thoát khỏi tính tượng hình ban đầu. Lệ thư là nền tảng phát triển thành khải thư, chữ viết phổ biến của Trung Quốc ngày nay. Đặc điểm của lệ thư là có hình chữ nhật, nét ngang hơi dài và nét thẳng hơi ngắn nên chữ có chiều ngang rộng hơn cao.
Giai đoạn phát triển lệ thư có thể chia làm 2 thời kì: Tần Lệ và Hán Lệ. Tần Lệ còn chịu nhiều ảnh hưởng từ triện thư. Hán Lệ dần vứt bỏ được những ảnh hưởng đó để phát triển thành loại chữ mới.
Thời Tây Hán ban đầu vẫn tiếp tục sử dụng loại chữ tiểu triện của nhà Tần, đến giai đoạn nhà Tân bắt đầu nảy sinh nhiều biến hoá lớn, chữ viết nảy sinh nhiều nét thay đổi. Đến thời Đông Hán, lệ thư đã hình thành nhiều phong cách.